# Fulvio Lucisano
Fulvio Lucisano (Roma, 1º agosto 1928) è un produttore cinematografico, produttore televisivo e imprenditore italiano.
Ha fondato le società di produzione cinematografica Italian International Film e Lucisano Media Group, ed è stato presidente dell'ANICA dal 1998 al 2001.

## Biografia
Laureatosi in giurisprudenza presso la Sapienza - Università di Roma nel 1954, la sua prima esperienza nel mondo del cinema avvenne nel 1949, quando partecipò alla realizzazione di Anno Santo, documentario sul giubileo del 1950. L'anno seguente iniziò a collaborare con l'Istituto Luce per la realizzazione dei cinegiornali destinati all'America Latina. Contemporaneamente Lucisano si specializzava nella documentaristica, realizzando oltre 300 lavori in proprio o per la casa di produzione Documento Film.
Nel 1955 Fulvio Lucisano produce il suo primo film I quattro del getto tonante. Nel 1958 Lucisano fonda la sua casa di produzione l'Italian International Film (IIF), di cui è ancora presidente. Tramite la IIF, Lucisano ha prodotto oltre centotrenta film fra cui Cosa avete fatto a Solange? (1972), Tre tigri contro tre tigri (1977), Aragosta a colazione (1979), Il ras del quartiere (1983), Un ragazzo di Calabria (1987), Il grande cocomero (1993), L'anno prossimo vado a letto alle dieci (1995), Ninfa plebea (1996), Fantozzi - Il ritorno (1996), La mia vita a stelle e strisce (2003), Notte prima degli esami (2006), Cemento armato (2007) ed Ex (2009).
Dal 2004 la IIF si occupa anche di produzioni televisive, e dagli anni novanta insieme a Aurelio De Laurentiis ha creato una serie di multisala nella città di Roma. Nell'ottobre 2007 il presidente della Repubblica Italiana Giorgio Napolitano ha insignito Fulvio Lucisano del titolo di Cavaliere del lavoro. Nel 2009 è stato premiato con un David di Donatello per i cinquanta anni di carriera.
Nel 2018, in occasione del suo novantesimo compleanno, Laura Delli Colli racconta la sua storia umana e professionale nel volume Fulvio Lucisano, sotto il segno del cinema (Edizioni Sabinae, 2018).

## Vita privata
Sposato, ha due figlie Federica Lucisano e Paola Lucisano, anch'esse produttrici cinematografiche.

## Filmografia parziale
- Ai margini della città, documentario, (produttore esecutivo), regia di Giorgio Ferroni (1954)
- I quattro del getto tonante, (produttore), regia di Fernando Cerchio (1955)
- La luce sul monte, documentario, (produttore), regia di Mario Costa e Rinaldo Dal Fabbro (1959)
- Heaven on earth, (produttore), regia di Robert B. Spafford (1960)
- La guerra continua, (produttore), regia di Leopoldo Savona (1962)
- Sexy magico, regia di Mino Loy e Luigi Scattini (1963)
- L'amore primitivo, regia di Luigi Scattini (1964)
- Due marines e un generale, regia di Luigi Scattini (1965)
- Berlino: appuntamento per le spie, regia di Vittorio Sala (1965)
- Terrore nello spazio, regia di Mario Bava (1965)
- Le spie vengono dal semifreddo, regia di Mario Bava (1966)
- La sfinge d'oro, regia di Luigi Scattini (1967)
- ...Scusi, ma lei le paga le tasse?, regia di Mino Guerrini (1971)
- Riuscirà l'avvocato Franco Benenato a sconfiggere il suo acerrimo nemico il pretore Ciccio De Ingras?, regia di Mino Guerrini (1971)
- Per le antiche scale, regia di Mauro Bolognini (1975)
- Il fidanzamento, regia di Giovanni Grimaldi (1975)
- Tre tigri contro tre tigri, regia di Sergio Corbucci e Steno (1977)
- Il... Belpaese, regia di Luciano Salce (1977)
- Io tigro, tu tigri, egli tigra, regia di Renato Pozzetto e Giorgio Capitani (1978)
- L'imbranato, regia di Pier Francesco Pingitore (1979)
- Ricomincio da tre, regia di Massimo Troisi (1981)
- Il tassinaro, regia di Alberto Sordi (1983)
- Uno scandalo perbene, regia di Pasquale Festa Campanile (1984)
- Un complicato intrigo di donne, vicoli e delitti, regia di Lina Wertmüller (1986)
- L'inchiesta, regia di Damiano Damiani (1986)
- La notte degli squali, regia di Tonino Ricci (1988)
- Una botta di vita, regia di Enrico Oldoini (1988)
- Diario di un vizio, regia di Marco Ferreri (1993)
- Fantozzi - Il ritorno, regia di Neri Parenti (1996)
- Fantozzi 2000 - La clonazione, regia di Domenico Saverni (1999)
- Il destino ha quattro zampe, regia di Tiziana Aristarco (2002)
- Notte prima degli esami, regia di Fausto Brizzi (2005)
- Notte prima degli esami - Oggi, regia di Fausto Brizzi (2006)
- Questa notte è ancora nostra, regia di Paolo Genovese e Luca Miniero (2007)
- Ex, regia di Fausto Brizzi (2009)
- Maschi contro femmine, regia di Fausto Brizzi (2010)
- Femmine contro maschi, regia di Fausto Brizzi (2011)
- Nessuno mi può giudicare, regia di Massimiliano Bruno (2011)
- Ex - Amici come prima!, regia di Carlo Vanzina (2012)
- Viva l'Italia, regia di Massimiliano Bruno (2012)
- Mai Stati Uniti, regia di Carlo Vanzina (2013)
- Buongiorno papà, regia di Edoardo Leo (2013)
- Alberto il grande, regia di Carlo Verdone e Luca Verdone (2013)
- Il sistema, regia di Carmine Elia - miniserie TV (2016)
- Il premio, regia di Alessandro Gassmann (2017)
- Aspromonte - La terra degli ultimi, regia di Mimmo Calopresti (2019)
- Non ci resta che il crimine, regia di Massimiliano Bruno (2019)
- Liberi tutti, regia di Giacomo Ciarrapico e Luca Vendruscolo (2019)
- 7 ore per farti innamorare, regia di Giampaolo Morelli (2020)
- Ritorno al crimine, regia di Massimiliano Bruno (2021)
- Una famiglia mostruosa, regia di Volfango De Biasi (2021)
- Mina Settembre, regia di Tiziana Aristarco - serie TV (2021-in produzione)
- Ai confini del male, regia di Vincenzo Alfieri - film TV (2021)
- Guida astrologica per cuori infranti, regia di Bindu De Stoppani e Michela Andreozzi - serie Netflix (2021-2022)
- Lasciarsi un giorno a Roma, regia di Edoardo Leo (2021)
- Power of Rome, regia di Giovanni Troilo (2022)
- La cena perfetta, regia di Davide Minnella (2022)
- Falla girare, regia di Giampaolo Morelli (2022)
- I migliori giorni, regia di Massimiliano Bruno ed Edoardo Leo (2023)
- Tramite amicizia, regia di Alessandro Siani (2023)
- I peggiori giorni, regia di Massimiliano Bruno ed Edoardo Leo (2023)
- Cattiva coscienza, regia di Davide Minnella (2023)
- Non ci resta che il crimine - La serie, regia di Massimiliano Bruno e Alessio Maria Federici - serie TV (2023)
- Succede anche nelle migliori famiglie, regia di Alessandro Siani (2024)
- Il clandestino, regia di Rolando Ravello - serie TV (2024)
- Falla girare 2 - Offline, regia di Giampaolo Morelli (2024)
- Non sono quello che sono, regia di Edoardo Leo (2024)

## Riconoscimenti
- Ciak d'oro
  - 2015 – Super Ciak d'oro[2]